# Kościół Najświętszego Serca Jezusowego w Ełku
Kościół Najświętszego Serca Jezusowego w Ełku – największy i najstarszy kościół w Ełku, wybudowany w stylu neogotyckim w latach 1847–1850. Przebudowany w latach 1922–1925 po zniszczeniach wojennych i pożarze z 1914 roku. Do 1945 świątynia ewangelicka, po II wojnie światowej polski kościół rzymskokatolicki.

## Historia
Historia parafii katolickiej w Ełku sięga XV wieku. Podczas reformacji Ełk przyjął luteranizm i kościół służył wspólnocie ewangelickiej. Murowana świątynia zbliżona pod względem architektonicznym do współczesnej. Wzniesiona została w latach 1847–1850. W czasie I wojny światowej uległa zniszczenia na skutek działań wojennych. Odbudowano ją w latach 1922–1925 w stylu neogotyckim. Po II wojnie światowej kościół przekazano katolikom. Placówkę katolicką ku czci Najświętszego Serca Jezusowego erygował 20 listopada 1946 roku administrator apostolski ks. bp. Teodor Bensch, powierzając przybyłych z Krakowa Zakonników Kanoników Regularnych Laterańskich (CRL), którzy osiedlili się przy tym kościele w sierpniu 1945 roku.
Wewnątrz znajduje się ołtarz główny z 1959, 4 ołtarze boczne oraz witraże przedstawiające najważniejsze sceny z życia Jezusa Chrystusa. Posiada wysoką wieżę. Został wpisany do rejestru zabytków 25 lutego 1988. Mieści się przy ulicy Armii Krajowej 2. Z wieży kościoła codziennie o 12:00 w południe odtwarzany jest hejnał Ełku.

## Pomnik przed kościołem
17 czerwca 1950 przed kościołem przy ul. Wojska Polskiego odsłonięto pomnik, usytuowany na kamiennym cokole. Pomnik przedstawia Jezusa stojącego na betonowej kapliczce, na której widnieje napis: W hołdzie poległym Polakom za wiarę i ojczyznę. W maju 2005 roku, w 60. rocznicę zakończenia II wojny światowej, Kombatancki Związek Dzieci Wojny Rzeczypospolitej w Ełku odsłonił tablicę przy postumencie pomnika o treści: Polskie dzieci ofiary II wojny światowej, więźniowie obozów, sieroty wojenne, robotnicy niewolniczej pracy, wypędzeni, prześladowani w czasie okupacji hitlerowskiej i sowieckiej – dziękują Panu Bogu za ocalenie. W tylnej części pomnika ustawiono drewniany krzyż, przy którym zamontowano marmurową tablicę z datami misji świętych.

## Galeria

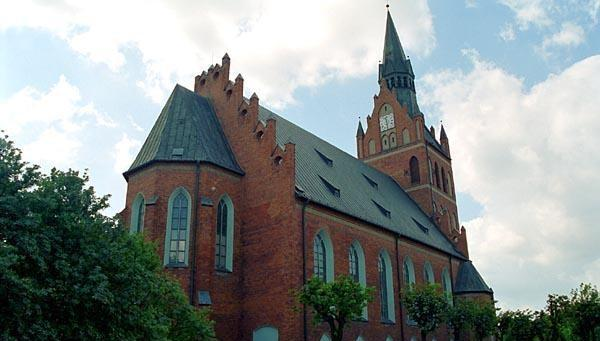
Widok kościoła od strony północnej
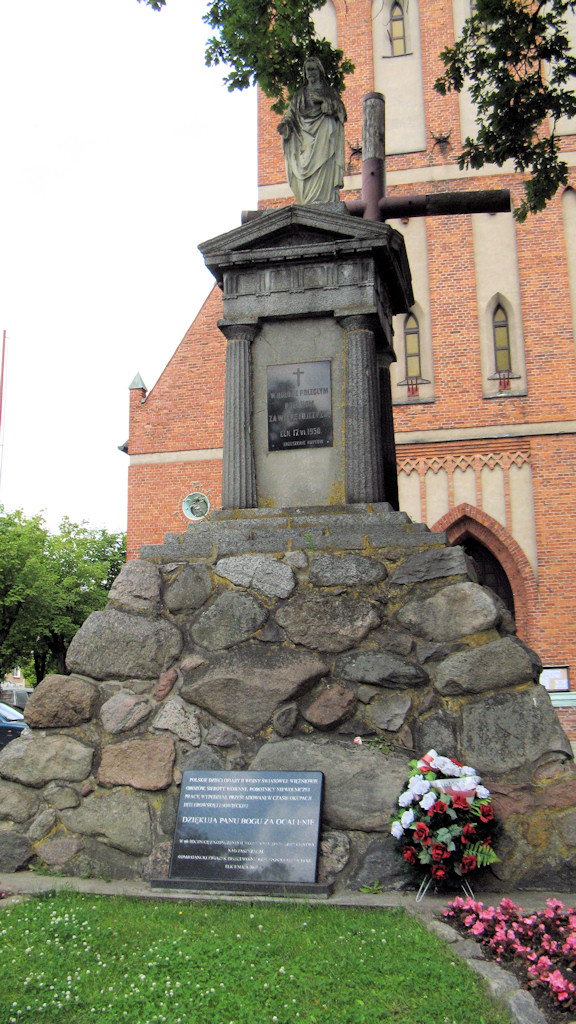
Pomnik W hołdzie poległym Polakom za wiarę i ojczyznę przed kościołem
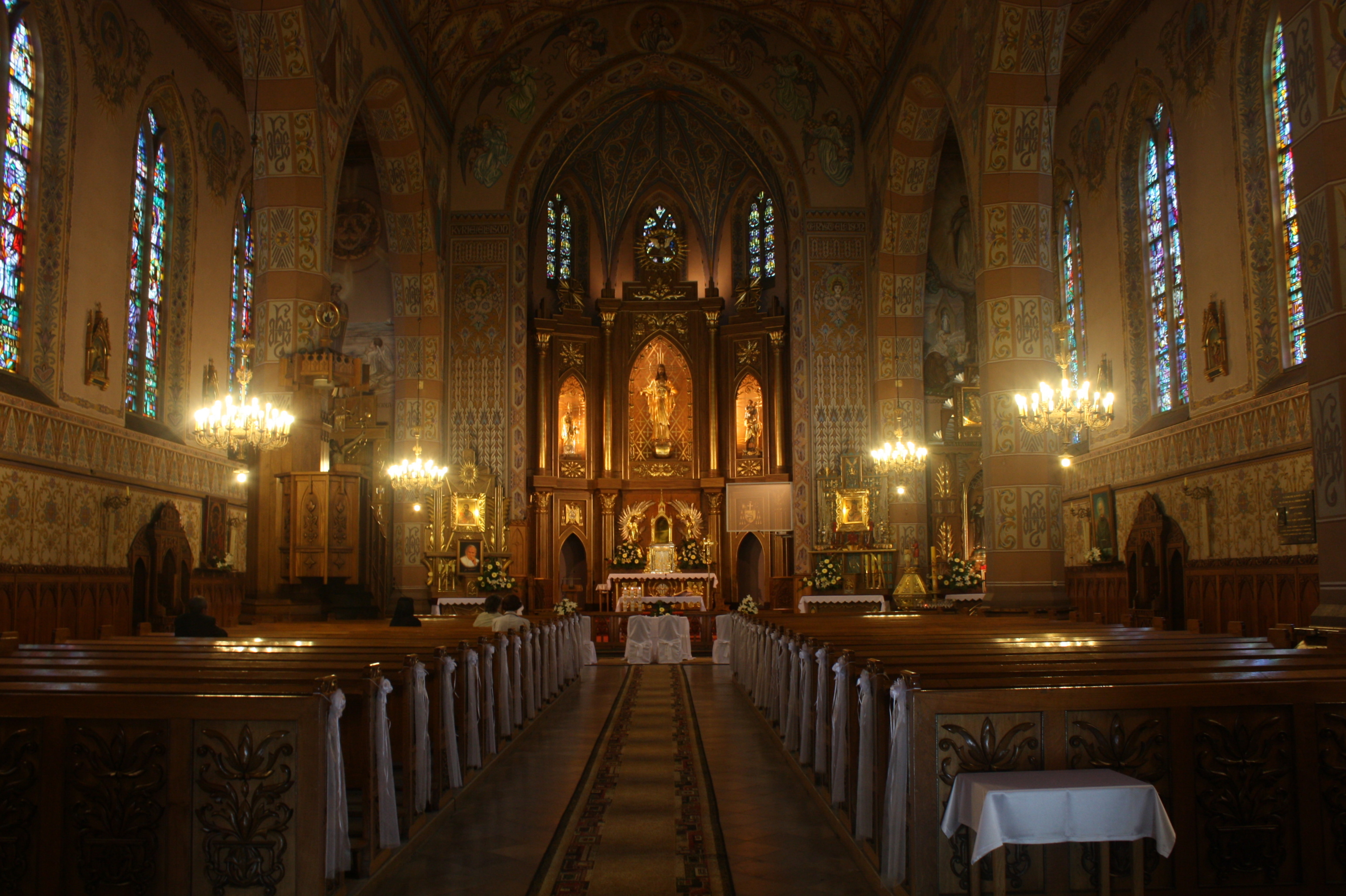
Wnętrze i ołtarz
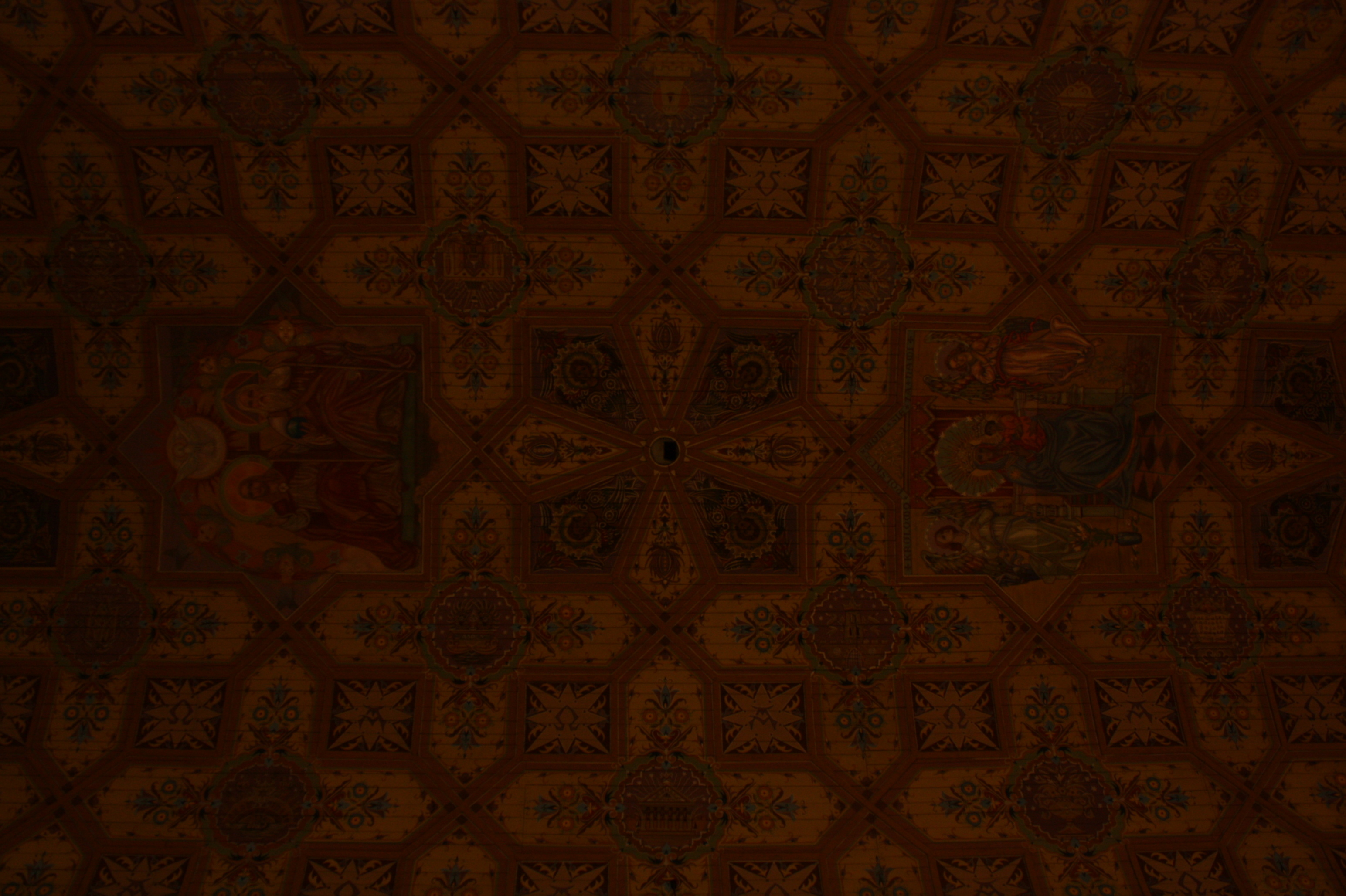
Sklepienie